# Уокер, Дафна (певица)
Дафни Уокер (англ. Daphne Walker; 15 сентября 1930, Грейт-Барриер, Новая Зеландия — 17 июля 2025) — новозеландская певица, популярная в 1950-х годах. Известна исполнением песен в полинезийском и поп-стилях, а также сотрудничеством с музыкантами Биллом Севеси и Биллом Вулфграммом.

## Биография
Родилась в 1930 году на острове Грейт-Барриер-Айленд. В 1949 году выиграла конкурс талантов, после чего начала выступать в 15-минутных радиопередачах на станции 1YA вместе с Биллом Вулфграммом (стил-гитара) и Джонни Брэдфилдом (гитара).
Первый студийный успех пришёл в 1955 году с песней «Haere Mai», записанной на лейбле TANZA; тираж превысил 40 000 копий. В течение следующего десятилетия Уокер записала более 30 треков для TANZA, включая популярную в Самоа песню «Hootchy Kootchy Henry». Её последний альбом, «Coconut Grove», вышел в 1966 году.
Уокер страдала от сценического страха и предпочитала студийную работу живым выступлениям.
В 2012 году была удостоена премии Nostalgia Award от Variety Artists Club of New Zealand.
Скончалась 17 июля 2025 года в возрасте 94 лет, не дожив всего почти двух месяцев до своего юбилея (95 лет).

## Дискография
- Z231 Haere Mai (Дафна Уокер с Биллом Вольфграммом), 1955 г.
- Z231 Haere Ra My Love (Daphne Walker w. Bill Wolfgramm)
- Z234 Изысканная хула (Дафна Уокер с Биллом Вольфрамом)
- Z234 Луна Манакура (Дафна Уокер)
- Z241 Maori Brown Eyes [Sam Freedman] (Daphne Walker w Bill Wolfgram)
- Z242 Хутчи Кутчи Генри (Дафна Уокер)
- Z242 Мой остров золотых снов (Дафна Уокер)
- Z251 The One Rose (Дафна Уокер с Биллом Вольфграмом)
- Z253 Ароха (Дафна Уокер и Билл Вольфграм)
- Z253 When My Wahine Does the Poi (Дафна Уокер с Биллом Вольфграммом)
- Z255 Let Me Hear You Whisper (Дафна Уокер с Биллом Вольфграммом Айлендерс)
- Z255 Тахи Ней Тару Кино (Дафна Уокер с Биллом Вольфграммом Айлендерс)
- Z261 An Okey Dokey Hut (Островитяне Дафны Уокер и Билла Вольфграма)
- Z261 Наилучшие пожелания (Дафна Уокер с Биллом Вольфграммом)
- Z262 Котуку (Дафна Уокер и Билл Вольфграмм)
- Z262 Песня-боевик маори (Дафна Уокер, Джорджина и Энн с Биллом Вольфграммом)
- Z265 Капуана (Дафна Уокер и Билл Вольфграмм)
- Z279 Южноморская роза (островитяне Дафны Уокер и Билла Вольфграма)
- Z283 Прекрасная хула-девушка (Дафни Уокер и Билл Вольфграмм)
- Z285 Гавайское гостеприимство (Дафна Уокер, «Три Вахина» с Биллом Вольфграммом Айлендерс)
- Z289 E Naughty Naughty Mai Nei (Дафна Уокер)
- Z293 Lonely Kiwi (Дафна Уокер с Биллом Вольфграммом)
- Z293 Maori Style (Дафна Уокер с Биллом Вольфграммом)
- Z294 Укулеле Леди (Дафна Уокер)
- Z295 Мапуана (Дафна Уокер и Билл Вольфграмм)
- Z295 Тебе, милая Алоха (Дафна Уокер)
- Z301 Хула Они Они Э (Дафна Уокер)
- Z304 Blue Lei (Daphne Walker w Bill Wolfgrammme)
- Z304 Hawaiian Hula Eyes (Daphne Walker w Bill Wolfgrammme)
- Z309 Старый букет (Дафна Уокер)
- Z309 Куму в Муму (Дафна Уокер)
- ZLP 001 Гавайские поцелуи (Дафна Уокер с Биллом Вольфграммом)
- ZLP 001 Lovely Hula Hands (Дафна Уокер с Биллом Вольфграммом)
- ZLP 001 Ману Рере (Дафна Уокер и Билл Вольфграмм)
- ZLP 001 Полинезийская песня о любви (Дафна Уокер с Биллом Вольфграммом)
- ZLP 002 Новозеландская рождественская ёлка (Дафна Уокер и Билл Вольфграмм)
- ZLP 002 Pania of the reef (Дафна Уокер с Биллом Вольфграммом) 1955
- Z308 Kaimana Hila (Bill Wolfgramme Islanders [с вокалом])
- Z308 Гавайский ковбой (Билл Вольфграмм Айлендерс)

С Биллом Вольфграммом:
- Хижина «Окей-Доки» (Островитяне Дафны Уокер и Билла Вольфграмма) (Z261)
- Старый букет (Дафна Уокер) (Z309)
- Ароха (Дафна Уокер и Билл Вольфграмм) (Z253)
- С наилучшими пожеланиями (Дафна Уокер с Биллом Вольфграммом) (Z261)
- Blue Lei (Daphne Walker w Bill Wolfgramm) (Z304)
- Come To Me (Дафна Уокер и Билл Вольфграмм)
- E Naughty Naughty Mai Nei (Дафна Уокер) (Z289)
- Фиджийские каникулы (Гавайцы Дафны Уокер и Билла Вольфграмма) [Zodiac Z1063]
- Гавайская гей-вечеринка (Гавайцы Дафны Уокер и Билла Вольфграмма) [Zodiac Z1063]
- Хэре Май (Дафна Уокер с Биллом Вольфграммом) (Z231), 1955 г.
- Haere Ra My Love (Daphne Walker w. Bill Wolfgramm) (Z231)
- Гавайское гостеприимство (Дафна Уокер, «Три Вахины» с «Островитянами» Билла Вольфграмма) (Z285)
- Hawaiian Hula Eyes (Дафна Уокер с Биллом Вольфграммом) (Z304)
- Гавайские поцелуи (Дафна Уокер с Биллом Вольфграммом) (ZLP 001)
- Хутчи Кутчи Генри (Дафна Уокер) (Z242)
- Хула Они Они Э (Дафна Уокер) (Z301)
- Капуана (Дафна Уокер и Билл Вольфграмм) (Z265)
- Котуку (Дафна Уокер и Билл Вольфграмм) (Z262)
- Куму в Муму (Дафна Уокер) (Z309)
- Позволь мне услышать твой шепот (Дафна Уокер с «Островитянами» Билла Вольфграмма) (Z255)
- Одинокий Киви (Дафна Уокер с Биллом Вольфграммом) (Z293)
- Прекрасная хула-девушка (Дафни Уокер и Билл Вольфграмм) (Z283)
- Lovely Hula Hands (Дафна Уокер с Биллом Вольфграммом) (ZLP 001)
- Ману Рере (Дафна Уокер и Билл Вольфграмм) (ZLP 001)
- Песня маори (Дафна Уокер, Джорджина и Энн с Биллом Вольфграммом) (Z262)
- Maori Brown Eyes [Sam Freedman] (Daphne Walker w Bill Wolfgramm) (Z241)
- Maori Style (Дафна Уокер с Биллом Вольфграммом) (Z293)
- Мапуана (Дафна Уокер и Билл Вольфграмм) (Z295)
- Мой остров золотых снов (Дафна Уокер) (Z242)
- Новозеландская рождественская ёлка (Дафна Уокер и Билл Вольфграмм) (ZLP 002)
- Pania of the Reef (Дафна Уокер с Биллом Вольфграммом) 1955 (ZLP 002)
- Полинезийская песня о любви (Дафна Уокер с Биллом Вольфграммом) (ZLP 001)
- Изысканная хула (Дафна Уокер В. Билл Вольфграмм) (Z234)
- Южноморская роза (Островитяне Дафны Уокер и Билла Вольфграмма) (Z279)
- Тахи Ней Тару Кино (Дафна Уокер и Билл Вольфграмм) (Z255)
- Луна Манакура (Дафна Уокер) (Z234)
- «Одна роза» (Дафна Уокер с Биллом Вольфграммом) (Z251)
- Тебе, милая, Алоха (Дафна Уокер) (Z295)
- Укулеле Леди (Дафна Уокер) (Z294)
- When My Wahine Does the Poi (Дафна Уокер с Биллом Вольфграммом) (Z253)
- Полинезийская песня о любви / Гавайская военная песнь (Гавайцы Дафны Уокер и Билла Вольфграмма) (1957) Z-1004 Зодиак

С Биллом Севеси:
- Аналани Э. (Дафна Уокер и Джордж Тумахай с Биллом Севеси и его островитянами)
- Под синим небом (Дафна Уокер с Биллом Севеси и его островитянами)
- С наилучшими пожеланиями (Счастливого Рождества) (Ронни Сундин-Дафна Уокер-Уилл Джесс и его шуты)
- За пределами желания (Дафна Уокер с Биллом Севеси и его островитянами)
- За рифом (Дафна Уокер с Биллом Севеси и его островитянами)
- Blue Hawaii (Дафна Уокер и Бадди Уилсон с Биллом Севеси)
- Coconut Grove (Дафна Уокер, Лин Пейру и Морган Кларк с Биллом Севеси)
- Come A Waltzing (Дафна Уокер с Биллом Севеси)
- E Naughty Naughty Mai Nei (Дафна Уокер и Билл Севеси)
- E Pari Ra (Дафна Уокер и Джордж Тумахай с Биллом Севеси и его островитянами)
- Э Пуру Тай Тама (Дафна Уокер и Джордж Тумахай с Биллом Севеси и его островитянами)
- Haere Mai [Freedman] (Дафна Уокер и Джордж Тумахай с Биллом Севеси и его островитянами)
- Он Пути Пай (Дафна Уокер с Биллом Севеси и его островитянами)
- Хоки Хоки (Дафна Уокер и Джордж Тумахай с Биллом Севеси и его островитянами)
- Хоки Хоки 2 (Дафна Уокер, Бадди Уилсон и Билл Севеси)
- Hoki Mai (Дафна Уокер и Бадди Уилсон с группой Билла Севеси)
- Хоки Май 2 (Дафна Уокер и Джордж Тумахай с Биллом Севеси и его островитянами)
- Гонолулу (Дафна Уокер с Биллом Севеси и его островитянами)
- Гонолулу 2 (Дафни Уокер и Билл Севеси)
- Я бы хотел увидеть больше Самоа (Дафна Уокер с Биллом Севеси и его островитянами)
- В отеле «Королевские Гавайи» (Дафна Уокер с Биллом Севеси и его островитянами)
- Isa Lei (Daphne Walker w Bill Sevesi)
- Капуана (Дафна Уокер и группа Билла Севеси)
- Земля Лонд Белого Облака [Фридман] (Дафна Уокер с Биллом Севеси и его островитянами)
- Прекрасная хула-девушка (Дафна Уокер и Джордж Тумахай с Биллом Севеси и его островитянами)
- Манаоноа Вау Иа Оэ (Дафна Уокер с Биллом Севеси и его островитянами)
- Ману Рере (Дафна Уокер и Джордж Тумахай с Биллом Севеси и его островитянами)
- Maori Brown Eyes (Дафна Уокер и Джордж Тумахай из группы Билла Севеси)
- Марама Пай (Дафна Уокер с Биллом Севеси и его островитянами)
- Maringi Moe (Дафна Уокер и Джордж Тумахай с Биллом Севеси и его островитянами)
- Луна Манакуры (Дафна Уокер)
- Моя таитянская колыбельная (Дафни Уокер с Биллом Севеси)
- Мой остров сокровищ (Дафни Уокер, Лин Пейру и Морган Кларк с Биллом Севеси)
- Наку Ре Те Вай (Дафна Уокер и Джордж Тумахай с Биллом Севеси и его островитянами)
- Па Май (Дафна Уокер и Джордж Тумахай с Биллом Севеси и его островитянами)
- Pamai (Daphnie Walker, Buddy Wilson & Morgan Clarke w Bill Sevesi)
- Покарекаре (Дафна Уокер и Билл Севеси)
- Претти Кехулани (Дафна Уокер с Биллом Севеси и его островитянами)
- Рекарека Те Хаути (Дафна Уокер с Биллом Севеси и его островитянами)
- Изысканная хула (Дафна Уокер с Биллом Севеси)
- Taha Nei Taru Kino (Daphnie Walker, Buddy Wilson & Morgan Clarke w Bill Sevesi)
- Тахи Ней Тару Кино (Дафна Уокер и Джордж Тумахай с Биллом Севеси и его островитянами)
- Те Рева Ней Ау Э (Дафна Уокер)
- Спасибо, что сделали мой день (Дафна Уокер)
- «Ты идёшь» (Ронни Сундин — Дафна Уокер — Уилл Джесс и его шуты)
- Тиаре Фей (Дафна Уокер с Биллом Севеси и его островитянами)
- Под солнцем (Дафна Уокер с Биллом Севеси)
- Вайхи Мун (Дафна Уокер с Биллом Севеси и его островитянами)
- Мы разговариваем только во сне (Дафна Уокер в группе Билла Севеси)
- 78 об/мин
- Гавайцы Дафны Уокер и Билла Вольфграмма — Полинезийская песня о любви / Гавайская военная песнь — Зодиак Z — 1004, 1957
- 7-дюймовые синглы 45 об/мин
- Via Con Dios / Broken Wings — Zodiac Z — 1005, 1960
- Дафна Уокер — «Gay Hawaiian Party» / Билл Вольфграмм — «Hawaiian War Chant» — «Zodiac Z» — 1066, 1961
- 7-дюймовый EP-альбом
- Дафна Уокер с Биллом Севеси и Les Samoan Surfriders — Reka Reka Tahiti Records
- Дафна Уокер с Биллом Севеси и его островитянами — Island Favourites — Viking — VE 53 И
- Компакт-диск
- Великая Дафна Уокер — 2004